# Booth Colman
Booth Colman, est un acteur américain, né le 8 mars 1923 à Portland, en Oregon, et mort le 15 décembre 2014. Il a souvent joué  des rôles de médecins et d'avocats, au théâtre, au cinéma et dans des téléfilms.

## Biographie
Booth Colman commence sa carrière dans des radios locales. Il fait ses études dans les universités de Washington et du Michigan. Après son service militaire pendant la Seconde Guerre mondiale il va à New York et commence une longue carrière dans les théâtres de Broadway.
Colman joue en 1952 dans La Captive aux yeux clairs (The Big Sky) de Howard Hawks. Il est apparu une douzaine de fois dans des drames et des comédies tels que Frasier, L'Île aux naufragés (Gilligan's Island) et The Monkees. Dans les années 1970, Colman joue le rôle du Dr. Zaius dans la série télévisée: La Planète des singes. Il joue ensuite dans les films Norma Rae, The Barber et Intolérable Cruauté. En 1983, il incarne le professeur Hector Jerrold pour la chaîne ABC dans le show télévisé mélodramatique Hôpital central.
Colman a en outre joué des centaines de personnages dans des contes de Noël au théâtre de Meadow Brook à Détroit.

## Filmographie

### Cinéma
- 1952 : La Captive aux yeux clairs (Big Sky) de Howard Hawks
- 1953 : Jules César (Julius Ceasar) de Joseph L. Mankiewicz
- 1954 : C'est pas une vie, Jerry (Living It Up) de Norman Taurog
- 1954 : Les Géants du cirque (Ring of Fear) de James Edward Grant
- 1954 : Le Secret des Incas (Secret of the Incas) de Jerry Hopper
- 1954 : Des monstres attaquent la ville (Them!) de Gordon Douglas
- 1954 : Dans les bas-fonds de Chicago (The Human jungle) de Joseph M. Newman
- 1955 : Les Contrebandiers de Moonfleet (Moonfleet) de Fritz Lang
- 1955 : Le Calice d'argent (Silver Chalice) de Victor Saville
- 1956 : World Without End d'Edward Bernds
- 1957 : My Gun is Quick de Phil Victor et George A. White
- 1958 : Ma tante (Auntie Mame) de Morton DaCosta
- 1958 : Les Révoltés de Budapest (The Beast of Budapest) d'Harmon Jones
- 1958 : Police vendue à Brooklyn (The Case Against Brooklyn) de Paul Wendkos
- 1961 : Les Comancheros (The Comancheros) de Michael Curtiz
- 1961 : Le Zinzin d'Hollywood (The Errand Boy) de Jerry Lewis
- 1961 : Romanoff et Juliette (Romanoff and Juliet) de Peter Ustinov
- 1962 : Runaway girl de Hamil Petroff
- 1964 : Le Crash mystérieux (Fate Is the Hunter) de Ralph Nelson
- 1964 : Kisses for My President de Curtis Bernhardt
- 1964 : Youngblood Hawke de Delmer Daves
- 1965 :  Wild on the Beach (en) de Maury Dexter
- 1966 : Runaway Girl de Hamil Petroff
- 1968 : Maryjane (Mary Jane) de Maury Dexter
- 1969 : Au-delà de la sentence (The Lawyer) de Sidney J. Furie
- 1971 : Scandalous John de Robert Butler
- 1979 : Norma Rae de Martin Ritt
- 2000 : The Barber (The Man who wasn't there) des frères Coen
- 2002 : Intolérable Cruauté (Intolerable cruelty) des frères Coen

## Télévision
- 1970 : Le Virginien saison 8 épisode 16 (Nightmare) : Jeff Turner
- 1970 : Le Virginien (TV) saison 9 épisode 08 (Lady at the bar) : Mr. Compton